# All Eyez on Me
All Eyez on Me은 미국의 힙합 가수 투팍의 앨범이다. 이 앨범은 투팍의 4집 앨범으로, 그가 1996년 9월 13일 총격으로 사망하게 되면서 생전 마지막 앨범이 되었다. 이 앨범은 1990년대 최고의 힙합 명반 중 하나로 손꼽히는 앨범이기도 하며, 수록곡인 "How Do U Want It", "California Love" 이 빌보드 핫 100 차트 1위에 오른 적이 있다.
이 앨범에는 빌보드 핫 100 싱글 How Do U Want It과 California Love가 포함돼 있다. 이 앨범은 샤커 앨범 중 가장 많은 4장의 싱글을 수록곡으로, 올 아이즈 온 미는 세계 최초로 발매된 더블 풀렝스 힙합 솔로 스튜디오 앨범으로 역사를 남겼다.

## 배경
1995년 10월 슈그 나이트와 Jimmy Iovine 은 성적 학대 혐의로 Shakur를 석방하는 데 필요한 보석금 140만 달러를 지불했다. 당시 Shakur는 파산하여 스스로 보석금을 낼 수 없었다. All Eyez on Me는 Shakur가 보석금을 지불하는 대가로 Death Row Records에서 세 장의 앨범을 만들 것이라고 명시한 Knight와 Shakur 간의 합의에 따라 출시되었다. Shakur의 새로운 계약의 일부를 이행하는 이 더블 앨범은 그의 세 앨범 계약의 첫 두 앨범으로 사용되었다.
All Eyez on Me는 1995년 크리스마스에 발매될 예정이었으나 샤커가 앨범을 위해 음악을 녹음하고 뮤직비디오를 계속 촬영하는 바람에 연기됐다.

## 녹음 및 제작
이 앨범에는 전 조폭이나 아웃로츠 같은 2Pac 단골손님 외에 닥터 드레, 스눕 도그, 타이 도그 파운드, 네이트 도그, 조지 클린턴, 래핑 포 테이, 더 클릭, 메서드 맨, 레드 맨 등이 출연했다. Heartz of Men이라는 곡은 리처드 프라이어의 코미디 앨범 That Niggers Crazy의 일부를 샘플링했다. 앨범 대부분은 조니 제이와 대즈 데린저가 직접 앨범 객석으로 출연한 곡 캘리포니아 러브와 클린턴이 출연한 캔트 코엠에서 드레 박사의 도움을 받아 제작했다. DJ Quik도 앨범을 제작해 믹스해 출연했지만 Profile Records와의 계약으로 예명을 쓰지 못해 크레딧에 본명을 써야 했다.

### 서정적 주제
All Eyezon Me의 곡은 일반적으로 조폭 라이프 스타일을 사는 것을 사과하지 않는 축하다. 과거와 현재의 친구에 대해 때때로 회상하는 경우는 있지만, 그것은 2 Pacalypse Now와 Strictly 4 My N.I.G.G.A.Z.의 사회적·정치적 의식으로부터의 명확한 탈피이다. 앨범명과 함께 수록곡들이 시청감을 암시하고 있다. 칸트 CMe All Eyezon Me 등의 곡에서 투펙은 감시의 존재를 느끼고 있다고 알려 특히 경찰에 주목받는다. 이 앨범은 2 Pac이 그의 4번째 스튜디오·앨범으로, 많은 팬의 주목을 끌고 있는 것도 언급하고 있다.

## 싱글
1995년 12월 3일 닥터 드레와 로저 트라우트먼이 피처링한 첫 싱글 캘리포니아 러브가 발매됐다. 이 곡은 아마도 2Pac의 가장 유명한 곡으로 빌보드 핫 100에서 8주간 ('How Do U Want It' 더블 A면 싱글로서) 1위를 했고 뉴질랜드에서 12주간 1위를 했다. 이 곡은 1997년에 듀오 또는 그룹(닥터 드레, 로저 트라우트맨과 함께)에 의해 그래미 최우수 랩 퍼포먼스 상에 올랐다. 드레 박사가 제작한 리믹스 버전도 앨범에 등장했다. 이후 이 곡은 미국 레코드산업협회로부터 플래티넘 2배 인증을 받았다.

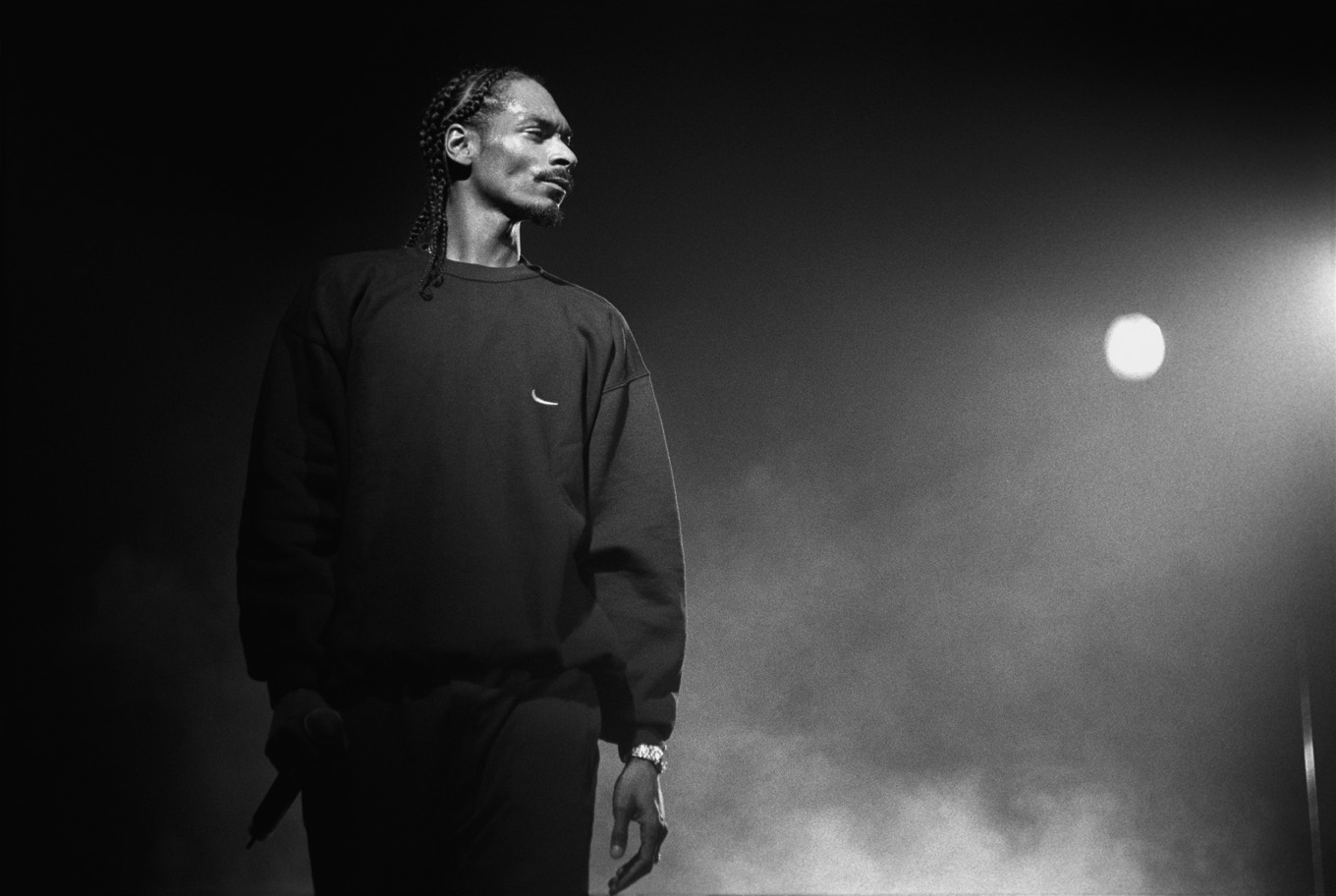
래퍼 Snoop Dogg는 앨범의 두 번째 싱글 "2 of Amerikaz Most Wanted"에 출연했다.

래퍼 스눕 독이 피처링을 맡은 2 of Amerikaz Most Wanted는 1996년 5월 7일 프로모션 싱글로 발매됐다. 그 비디오는 2Pac의 제작 파트너 중 한 명인 고비엠에 의해 감독되었다. 라히미는 1996년 9월 2Pac 촬영 4개월 전에 촬영되었다. 이 곡의 서곡은 1994년 11월의 총격사건에 대해 샤쿠르와 논쟁했던 비기 스몰스와 퍼프 대디의 패러디를 보여준다. 투팍이 비기와 이야기를 나누는 장면의 시작은 토니 몬타나가 그를 쏘기 전 살인 용의자와 이야기를 나누는 영화 스카페이스의 장면을 참고했다. 이 곡은 미국 빌보드 핫 R&B 힙합 에어플레이 차트 46위를 기록했다.
두 번째 싱글 'How Do U Want It'은 1996년 6월 4일 발매됐다. 이 곡은 더블 A면 싱글로서 「California Love」와 짝을 이뤄, Amerikaz Most Wanted의 2곡과 비앨범 트랙인 Hit'Em Up이 B면을 담당했다. 그 노래는 빌보드 핫 100에서 1위를 했다. 이 곡을 위해 3개의 비디오가 촬영됐지만 1996년 4월 싱글에서는 2개의 비디오가 같은 세트에 수록됐다. 그 비디오는 론 하이타워가 감독하고 트레이시 D가 제작했다. 로빈슨. 이들 두 개는 MPAA의 평가에 따라 구별된다. (하나는 성인용 인정 소재입니다). 그 비디오는 자쿠지, 기계적인 황소타기, 케이지 댄스, 폴 스트리핑과의 와일드한 성관계 파티를 그리고 있다. 모든 배우들은 르네상스 시대의 의상을 입지만 누드 클립을 위해 모든 옷을 벗었다. 에로 소재의 비디오에는, 니나 하틀리, 헤더 헌터, 엔젤 켈리 등, 많은 포르노 스타도 출연하고 있다. 클린 버전에서 볼 수 있는 리무진 세그먼트는, 나체 이외는 동일하다. 세 번째는 콘서트 버전으로 대부분 무대에 서 있다. 콘서트 코너와 스튜디오 코너 모두에서 K-Ci & Jo Jo와 Digital Underground Shock G 동료들의 카메오 출연이 있다.
가수 대니 보이를 주인공으로 한 IAint Madat Cha는 샤쿠르 사후 얼마 후 유럽과 오세아니아 일부로 1996년 9월 15일 앨범 마지막 싱글로 발매됐다. 이 곡은 라이브 밴드와 함께 재녹음되었다. 새 트랙은 콘리 에이브람스에 의해 Can-Am Studios에서 녹음됐다. 그 비디오는 샤클이 죽기 몇 주 전에 촬영되었다.

## 상업적 성과
All Eyez on Me는 미국 빌보드 200과 미국 톱 R&B 힙합 앨범 차트로 데뷔해 첫 주에 56만6000장을 판매해 2Pac의 두 번째 차트 1위에 올랐다. 이 음반은 결국 미국 음반 산업 협회(RIAA)의 다이아몬드 인증을 받았다. 2011년 9월 현재 올아이즈 온미는 미국에서 588만7630장을 판매해 2집 중 가장 많이 팔렸다. 빌보드 200에서 합계 105주간 차트인했다.

## 곡 목록
| #            | 제목                                                                                      | 작사·작곡                                                                                     | 프로듀서                          | 재생 시간 |
| ------------ | ----------------------------------------------------------------------------------------- | --------------------------------------------------------------------------------------------- | --------------------------------- | --------- |
| 1.           | 〈Ambitionz az a Ridah〉                                                                  | Tupac Shakur Delmar Arnaud                                                                    | Daz Dillinger                     | 4:39      |
| 2.           | 〈All Bout U〉 (featuring Snoop Dogg, Nate Dogg, Dru Down, Hussein Fatal and Yaki Kadafi) | Shakur Johnny Jackson Larry Blackmon Tomi Jenkins                                             | Johnny "J" 2Pac                   | 4:37      |
| 3.           | 〈Skandalouz〉 (featuring Nate Dogg)                                                      | Shakur Arnaud                                                                                 | Daz Dillinger                     | 4:09      |
| 4.           | 〈Got My Mind Made Up〉 (featuring Daz Dillinger, Kurupt, Redman and Method Man)          | Shakur Arnaud Ricardo Brown                                                                   | Daz Dillinger                     | 5:13      |
| 5.           | 〈How Do U Want It〉 (featuring K-Ci and JoJo)                                            | Shakur Jackson                                                                                | Johnny "J"                        | 4:47      |
| 6.           | 〈2 of Amerikaz Most Wanted〉 (featuring Snoop Dogg)                                      | Shakur Calvin Broadus Arnaud                                                                  | Daz Dillinger                     | 4:07      |
| 7.           | 〈No More Pain〉                                                                          | Shakur DeVante Swing Clifford Smith Timbaland                                                 | DeVante Swing                     | 6:15      |
| 8.           | 〈Heartz of Men〉                                                                         | Shakur David Blake Prince George Clinton, Jr. William Collins Clarence Haskins Bernie Worrell | DJ Quik                           | 4:44      |
| 9.           | 〈Life Goes On〉                                                                          | Shakur Jackson                                                                                | Johnny "J"                        | 5:02      |
| 10.          | 〈Only God Can Judge Me〉 (featuring Rappin' 4-Tay)                                       | Shakur Doug Rasheed                                                                           | Doug Rasheed Harold Scrap Freddie | 4:57      |
| 11.          | 〈Tradin' War Stories〉 (featuring Dramacydal, C-Bo and Storm)                            | Shakur Mike Mosley                                                                            | Mike Mosley Rick Rock             | 5:30      |
| 12.          | 〈California Love (Remix)〉 (featuring Dr. Dre and Roger Troutman)                        | Shakur Andre Young Roger Troutman Larry Troutman Norman Durham Woody Cunningham               | Dr. Dre                           | 6:25      |
| 13.          | 〈I Ain't Mad at Cha〉 (featuring Danny Boy)                                              | Shakur Arnaud                                                                                 | Daz Dillinger                     | 4:54      |
| 14.          | 〈What'z Ya Phone #〉 (featuring Danny Boy)                                               | Shakur Jackson                                                                                | Johnny "J" 2Pac                   | 5:08      |
| 총 재생 시간 | 총 재생 시간                                                                              | 총 재생 시간                                                                                  | 총 재생 시간                      | 70:27     |

| #            | 제목                                                                          | 작사·작곡                                              | 프로듀서              | 재생 시간 |
| ------------ | ----------------------------------------------------------------------------- | ------------------------------------------------------ | --------------------- | --------- |
| 1.           | 〈Can't C Me〉 (featuring George Clinton & Nanci Fletcher)                    | Shakur Young                                           | Dr. Dre               | 5:31      |
| 2.           | 〈Shorty Wanna Be a Thug〉                                                    | Shakur Jackson                                         | Johnny "J"            | 3:52      |
| 3.           | 〈Holla at Me〉 (featuring Nanci Fletcher)                                    | Shakur Bobby Ervin                                     | Bobby "Bobcat" Ervin  | 4:55      |
| 4.           | 〈Wonda Why They Call U Bitch〉                                               | Shakur Jackson                                         | Johnny "J" 2Pac       | 4:19      |
| 5.           | 〈When We Ride〉 (featuring Outlaw Immortalz & Nanci Fletcher)                | Shakur DJ Pooh                                         | DJ Pooh 2Pac          | 5:09      |
| 6.           | 〈Thug Passion〉 (featuring Jewell, Dramacydal and Storm)                     | Shakur Jackson L. Troutman R. Troutman Shirley Murdock | Johnny "J" 2Pac       | 5:08      |
| 7.           | 〈Picture Me Rollin'〉 (featuring Danny Boy, Big Syke and CPO)                | Shakur Jackson Tiruss Himes                            | Johnny "J"            | 5:15      |
| 8.           | 〈Check Out Time〉 (featuring Kurupt and Big Syke)                            | Shakur Jackson Himes Brown                             | Johnny "J" 2Pac       | 4:39      |
| 9.           | 〈Ratha Be Ya Nigga〉 (featuring Richie Rich)                                 | Shakur Rasheed                                         | Doug Rasheed          | 4:14      |
| 10.          | 〈All Eyez on Me〉 (featuring Big Syke)                                       | Shakur Jackson James Pennington                        | Johnny "J"            | 5:08      |
| 11.          | 〈Run tha Streetz〉 (featuring Michel'le, Mutah and Storm)                    | Shakur Jackson                                         | Johnny "J" 2Pac       | 5:17      |
| 12.          | 〈Ain't Hard 2 Find〉 (featuring E-40, B-Legit, D-Shot, C-Bo and Richie Rich) | Shakur                                                 | Mike Mosley Rick Rock | 4:29      |
| 13.          | 〈Heaven Ain't Hard 2 Find〉                                                  | Shakur Quincy Jones III                                | QDIII                 | 3:58      |
| 총 재생 시간 | 총 재생 시간                                                                  | 총 재생 시간                                           | 총 재생 시간          | 61:54     |

| #            | 제목                                                                         | 작사·작곡                                              | Producer     | 재생 시간 |
| ------------ | ---------------------------------------------------------------------------- | ------------------------------------------------------ | ------------ | --------- |
| 14.          | 〈California Love〉 (short radio edit; featuring Dr. Dre and Roger Troutman) | Shakur Young R. Troutman L. Troutman Durham Cunningham | Dr. Dre      | 4:01      |
| 총 재생 시간 | 총 재생 시간                                                                 | 총 재생 시간                                           | 총 재생 시간 | 136:21    |

## 인증
| 국가                                                            | 인증       | 판매량/출하량 |
| --------------------------------------------------------------- | ---------- | ------------- |
| 오스트레일리아 (ARIA)                                           | 골드       | 35,000^       |
| 캐나다 (뮤직 캐나다)                                            | 플래티넘   | 100,000^      |
| 덴마크 (IFPI Danmark)                                           | 플래티넘   | 20,000        |
| 뉴질랜드 (RMNZ)                                                 | 골드       | 7,500^        |
| 영국 (BPI)                                                      | 플래티넘   | 300,000^      |
| 미국 (RIAA)                                                     | 다이아몬드 | 5,887,630     |
| ^출하량을 기반으로 한 인증 · 판매량+스트리밍을 기반으로 한 인증 |            |               |

## 반응
| 전문가 평가                   | 전문가 평가 |
| 평가 점수                     | 평가 점수   |
| 출처                          | 점수        |
| ----------------------------- | ----------- |
| AllMusic                      | [ 16 ]      |
| Encyclopedia of Popular Music | [ 17 ]      |
| Entertainment Weekly          | B+          |
| Los Angeles Times             | [ 19 ]      |
| NME                           | 9/10        |
| Pitchfork                     | 9.4/10      |
| Q                             | [ 22 ]      |
| Rolling Stone                 | [ 23 ]      |
| The Rolling Stone Album Guide | [ 24 ]      |
| Spin                          | 7/10        |

All Eyez on Me는 빌보드 200과 톱 R&B 힙합 앨범차트 1위를 기록한 2집 앨범으로 첫 주에 56만6000장이 팔렸다. 7개월 뒤 2Pac은 운전 중 총격으로 치명상을 입었다. All Eyez on Me는 순식간에 비평가들의 칭송을 받았고, 많은 비평가들로부터 힙합 앨범 중 가장 위대한 앨범 중 하나로 꼽히고 있다. 이 음반은 사후 1997년 소울트레인상의 올해 랩 음반상을 받았다. 샤쿠르는 또 제24회 연간 아메리칸 뮤직 어워드에서 마음에 드는 랩 힙합 아티스트상을 수상했다.
이 앨범은 샤커 사후 18년 후인 2014년 7월 23일에 미국 음반 산업 협회(RIAA)로부터 다이아몬드 인증을 받았으며 500만 장 이상의 음반이 출고되었다. 2020년 이 앨범은 롤링 스톤 최신 앨범 500장 목록으로 436위에 올랐다.

## 같이 보기
- 미국에서 가장 많이 팔린 음반 목록